# Coelogyne peltastes
Coelogyne peltastes é uma espécie de orquídea epífita, família Orchidaceae, originária de Borneu.